# Głusk (gemeente)
De gemeente Głusk is een landgemeente in het Poolse woiwodschap Lublin, in powiat Lubelski.
De zetel van de gemeente is in Lublin (dzielnica Głusk).
Op 30 juni 2004 telde de gemeente 6967 inwoners.

## Oppervlakte gegevens
In 2002 bedroeg de totale oppervlakte van gemeente Głusk 64 km², waarvan:
- agrarisch gebied: 88%
- bossen: 7%

De gemeente beslaat 3,81% van de totale oppervlakte van de powiat.

## Demografie
Stand op 30 juni 2004:
| Omschrijving                   | Totaal | Totaal | Vrouwen | Vrouwen | Mannen | Mannen |
| ------------------------------ | ------ | ------ | ------- | ------- | ------ | ------ |
| eenheid                        | aantal | %      | aantal  | %       | aantal | %      |
| inwoners                       | 6967   | 100    | 3562    | 51,1    | 3405   | 48,9   |
| bevolkingsdichtheid (inw./km²) | 108,9  | 108,9  | 55,7    | 55,7    | 53,2   | 53,2   |

In 2002 bedroeg het gemiddelde inkomen per inwoner 1209 zł.

## Plaatsen
Abramowice Prywatne, Abramowice Kościelne, Ćmiłów, Dominów, Głuszczyzna, Kalinówka, Kazimierzówka, Kliny, Majdan Mętowski, Mętów, Nowiny, Prawiedniki, Prawiedniki-Kolonia, Wilczopole, Wilczopole-Kolonia, Wólka Abramowska, Żabia Wola.

## Aangrenzende gemeenten
Jabłonna, Lublin, Mełgiew, Piaski, Niedrzwica Duża, Strzyżewice, Świdnik